# Symmetropleura dirempta
Symmetropleura dirempta is een rechtvleugelig insect uit de familie sabelsprinkhanen (Tettigoniidae). De wetenschappelijke naam van deze soort is voor het eerst geldig gepubliceerd in 1889 door Karsch.